# Koznica, Aleksandrovac
Koznica (izvirno srbsko Козница) je naselje v Srbiji, ki upravno spada pod Občino Aleksandrovac; slednja pa je del Rasinskega upravnega okraja.

## Demografija
V naselju živi 125 polnoletnih prebivalcev, pri čemer je njihova povprečna starost 45,0 let (42,9 pri moških in 47,0 pri ženskah). Naselje ima 48 gospodinjstev, pri čemer je povprečno število članov na gospodinjstvo 3,08.
|  |

| Demografija | Demografija     | Demografija     |
| Leto        | Št. prebivalcev | Št. prebivalcev |
| ----------- | --------------- | --------------- |
|             |                 |                 |
|             |                 |                 |
|             |                 |                 |
|             |                 |                 |
| 1948        | 306             |                 |
| 1953        | 323             |                 |
| 1961        | 313             |                 |
| 1971        | 321             |                 |
| 1981        | 267             |                 |
| 1991        | 211             | 206             |
| 2002        | 150             | 148             |
|             |                 |                 |

| Etnična sestava po popisu iz leta 2002 | Etnična sestava po popisu iz leta 2002 | Etnična sestava po popisu iz leta 2002 | Etnična sestava po popisu iz leta 2002 | Etnična sestava po popisu iz leta 2002 |
| -------------------------------------- | -------------------------------------- | -------------------------------------- | -------------------------------------- | -------------------------------------- |
| Srbi                                   | Srbi                                   |                                        | 146                                    | 98,64%                                 |
| Rusi                                   | Rusi                                   |                                        | 1                                      | 0,67%                                  |
| Romuni                                 | Romuni                                 |                                        | 1                                      | 0,67%                                  |